# Colin Forde
Colin Recardo Forde (nascido em 16 de setembro de 1949) é um ex-ciclista olímpico barbadense. Representou sua nação em dois eventos nos Jogos Olímpicos de Verão de 1968.
Pai de Barry Forde.